# Polanski potok
Polánski pôtok je potok na vzhodnem Pohorju. Nastane iz majhnih izvirov v več gozdnatih grapah na pobočju Pohorja in teče večinoma proti jugovzhodu, sprva po ozki gozdnati dolini. Pri Polani se strmec potoku zmanjša, od tu naprej teče po razmeroma ozki naplavni ravnici skozi naselje Čreta, v Slivnici pri Mariboru pa vstopi v ravnino Dravskega polja, kamor je nasul položen vršaj. Od tu naprej je potok speljan v umetno strugo, ki se nadaljuje pod 
avtocestnim razcepom Slivnica, mimo hočkih gramoznic in naprej po ravnini vse do dovodnega kanala hidroelektrarne Zlatoličje. V tem delu se v umetno strugo od severa stekajo še vode Spodnjega in Novega Hočkega potoka. Zgornji del porečja je v metamorfnih kamninah, predvsem v gnajsu.
V preteklosti je bilo dolinsko dno ob zgornjem toku v gozdu in neposeljeno, v srednjem toku so bile posamične domačije ter nekaj manjših žag in mlinov, pri slivniškem gradu je bilo ob njem več ribnikov, ki jih danes ni več. Pod Slivnico je potok tekel po dvignjeni strugi (izgon) čez močvirno ravnino (čret), nato pa se je porazgubil v prodnih tleh v močvirnem gozdu južno od današnje Rogoze. Ribniki so bili tudi na manjšem levem pritoku severno od današnjega toka v smeri proti Spodnjim Hočam.
Z izgradnjo štajerske avtoceste so deloma spremenili potek vodotoka in vanj speljali tudi vodo iz obeh rokavov Hočkega potoka; vanj se steka tudi del prečiščene padavinske vode z avtoceste. Ob izgradnji tovarne Magna pri Slivnici bodo morali prestaviti ok. 500 m struge potoka, vendar naj bi namesto sedanjega umetnega kanala zgradili ekološko ustreznejšo, sonaravno urejeno strugo.
Dolina ob zgornjem in srednjem toku je vključena v območje Natura 2000 (Pohorje). Mokrotni svet z ribniki severno od Slivnice je evidentiran kot naravna vrednota državnega pomena. V povirnih grapah potoka na Pohorju je evidentiranih pet prikritih vojnih grobišč iz časa po koncu druge svetovne vojne.
Z arheološkimi raziskavami pred gradnjo štajerske avtoceste v letih 1996–1999 so na njeni trasi v bližini potoka odkrili ostanke prazgodovinske naselbine (Slivnica 1), ki je eno pomembnejših najdišč iz zgodnje bronaste dobe v Sloveniji, našli pa so tudi sledove starejše (eneolitik) in poznejše poselitve (mlajša železna doba, rimsko in staroslovansko obdobje).